# DNAPL
I DNAPL (Dense NonAqueous Phase Liquid, liquidi densi in fase non acquosa) sono sostanze organiche liquide più dense dell'acqua che, in caso di contatto accidentale con acque di falda, per percolazione, tendono a giungere sul fondo di essa generando in questo modo inquinamento dell'acquifero. Esempi di DNAPL sono i solventi clorurati e tutti gli idrocarburi alogenati.
I LNAPL (Light NonAqueous Phase Liquid, liquidi leggeri in fase non acquosa) invece, rappresentano sostanze organiche liquide meno dense dell'acqua che, in caso di contatto accidentale con acque di falda, per percolazione, tendono a restare insolubili sulla superficie dell'acquifero e quindi a generare un tipo di inquinamento molto più pericoloso perché soggetto alle azioni di movimento del livello di falda.
Esempi di LNAPL sono il benzene e gli oli combustibili. 